# Незірколист Гелера
Незірколист Гелера (Anastrophyllum hellerianum) — вид печіночників порядку юнгерманіальних (Jungermanniales).
Таксон вважається синонімом до Crossocalyx hellerianus (Nees ex Lindenb.) Meyl.

## Поширення
Батьківщиною є Європа, Північна Америка.